# Kamešnica (Sjenica)
Pour les articles homonymes, voir Kamešnica.
Kamešnica (en serbe cyrillique : Камешница) est un village de Serbie situé dans la municipalité de Sjenica, district de Zlatibor. Au recensement de 2011, il comptait 212 habitants.

## Démographie
| 1948 | 1953 | 1961 | 1971 | 1981 | 1991 | 2002 | 2011 |
| ---- | ---- | ---- | ---- | ---- | ---- | ---- | ---- |
| 472  | 499  | 542  | 527  | 552  | 569  | 442  | 212  |

|  |